# 월계초등학교 (광주)
월계초등학교는 대한민국 광주광역시 광산구 월계동에 있는 공립 초등학교이다.

## 학교 연혁
- 1995.04.07 설립인가
- 1996.03.04 월계초등학교 개교
- 1997.03.03 병설유치원 개원
- 2008.02.18 Wolgye English Land 개관
- 2015.09.01 제8대 한성범 교장 부임
- 2018.02.23 제22회 졸업증서 수여식(105명, 총 5212명)
- 2019.01.08 제23회 졸업증서 수여식(100명, 총 5312명)

## 학교 상징
- 교화 - 개나리 : 희망
- 교목 - 월계수 : 승리, 우승
- 교색 - 흰색 : 고결, 순결

## 논란
- 2024년 1월 15일 기준, 이번 교장은 부임 이후 운동장 개방을 축소하였는데, 이에 대해 학부모와의 갈등이 있는 상황

## 참고 자료
- 월계초등학교 - 한국교육학술정보원 학교알리미